# Criptoeconomia
A criptoeconomia (do inglês cryptoeconomy), também conhecida como cripto economia, reúne campos da ciências da computação e da economia para estudar o mercado financeiro, protocolo de segurança, aplicativos de software e redes  descentralizadas que podem ser construídos pela combinação de criptografia com incentivos econômicos. Suas tecnologias, como o blockchain e a criptomoeda, se tornaram um assunto empolgante, pois fazem parte de uma era revolucionária na economia mundial. Um exemplo é a nova versão do dinheiro eletrônico, o Bitcoin, puramente peer-to-peer, que permite que transações sejam processadas e enviadas diretamente de uma parte para outra sem passar por uma instituição financeira ou terceiros confiáveis.

## Criptoeconomia eMechanism Design
Mechanism Design é um campo de Economia e de Game Theory que utiliza uma abordagem de engenharia para projetar mecanismos ou incentivos econômicos, em direção aos objetivos desejados, em cenários estratégicos, onde os jogadores agem racionalmente. Atua recursivamente, começando no final do jogo, assim, também é chamado de Reverse Game Theory. Tem amplas aplicações, desde economia e política (mercados, leilões, procedimentos de votação) até sistemas em rede (roteamento interdomínio de Internet, leilões de busca patrocinados).
Mechanism Design estuda conceitos de solução para uma classe de jogos de informação privada. Em um problema de um projeto, a função objetivo é a principal informação ganha, enquanto o mecanismo é o desconhecido. Portanto, o problema de um projeto em Mechanism Design é o "inverso" da teoria econômica tradicional, que é tipicamente dedicada à análise do desempenho de um dado mecanismo. Portanto, duas características distintivas desses jogos são: que um projetista de jogos escolhe a estrutura do jogo em vez de herdar uma; que o designer está interessado no resultado do jogo.
Criptoeconomia é similar ao conceito de Mechanism Design, já que é necessário começar observando os resultados desejados, e criar, assim, o jogo que se gere esses resultados, levando em consideração os interesses próprios dos jogadores. Outra semelhança a Mechanism Design é o fato de criptoeconomia focar em criar e projetar sistemas. A diferença é que os mecanismos utilizados na criptoeconomia para criar incentivos econômicos são desenvolvidos utilizando criptografia e software, e os sistemas são quase sempre distribuídos e/ou descentralizados.
Criptografia é utilizada para reforçar as regras do jogo. Exemplos de criptografia são a função Hash e as chaves pública e privada, utilizadas na criptomoeda Bitcoin, onde estas criptografias garantem a integridade e veracidade dos dados.
Incentivos econômicos e punições são utilizados para influenciarem os jogadores a jogarem de uma certa forma, motivando um comportamento específico nos jogadores. Um exemplo de incentivo econômico, ocorrente em Bitcoin, são as recompensas pela mineração de Bitcoins. Os mineradores recebem uma recompensa ao criar blocos, beneficiando, assim, o sistema.

## Por que a criptoeconomia se tornou tão importante?
A criptoeconomia vem se tornando mais popular e aderida principalmente pelo surgimento e inovação da Blockchain e suas criptomoedas, como o Bitcoin e seu livro de transações distribuído (ledger), incluindo, assim, as inovações precedentes e associadas de programas e computações, como a criptografia de Public Keys. Mas é essencial relacionar a criptoeconomia com a história da economia e da finança também. Em 2008, por exemplo, quando o Bitcoin foi criado e publicado, houve uma grande crise financeira na economia mundial, mostrando que era necessária uma mudança em vários conhecimentos, convenções e práticas da economia tradicional. A crise em combinação com a criação do Bitcoin criaram as condições para a emergência de uma criptoeconomia.

## Quais são as principais mudanças nas convenções da economia?
Abaixo estão listadas as principais mudanças nas convenções da economia, a partir da criptoeconomia, ítens os quais são apresentados inicialmente por Dick Bryan e Akseli Virtanen (2018), e analisados e apresentados a seguir: 
- Débito e Patrimônio: A ruptura da distinção entre débito e patrimônio (obrigações convertíveis, ações preferenciais, trocas de retorno total) abre novas formas de pensar sobre o investimento em fundos. A emissão de Tokens para os ativos cria uma nova visão de liquidez, fornecendo um tipo de financiamento que não é apenas débito nem equidade, embora possua alguns elementos de cada um. Um exemplo é a tokenization no setor imobiliário (Real Estate).
- Dinheiro e outros ativos: Uma nova liquidez em mercados de ativos que vêm com derivativos em moeda (taxa de juros, taxa de câmbio), e o aumento da negociação de alta frequência, criam uma liquidez (conversibilidade) que quebra a distinção entre moeda e ativos.
- Conversão de moeda fiat através de Tokens: Capacitar os negociadores a se beneficiarem de serviços descentralizados de maneira fácil e intuitiva. Uma forma de pagamento mais funcional, onde moedas como USD, BRL, podem ser instantaneamente convertidas em moedas inteligentes, podendo interagir com contratos inteligentes. Aparece como um ponto de conversão necessário. Os tokens permitem que a negociação "ignore" a medição de moedas fiat. Os tokens, em adição, não sofrem volatilidade, seus valores não desvalorizam.[4]
- Natureza dos ativos: A ascensão dos "intangíveis" como uma classe de ativos que agora é o ativo predominante da maioria das maiores empresas do mundo cria um problema para a contabilidade corporativa, pois esses ativos não podem ser facilmente avaliados. Ativos baseados em blockchain não são, neste sentido, diferentes dos ativos intangíveis convencionais.
- Análise racional da produção: A preocupação com a responsabilidade social das corporações, especialmente em torno das preocupações ambientais e de direitos humanos, está sendo encontrada em novos modos de monitoramento, moderando as decisões corporativas, mas nunca desafiando a primazia ontológica da lucratividade como a meta das corporações. Organizações programáveis permitem que a produção seja organizada de modo a tornar os critérios sociais a lógica da produção; não uma restrição sobre isso.
- Distribuição de riscos: Mudanças na natureza do trabalho (precarização, casualidade, subcontratação, economia sob demanda) mostram que os empregados carregarão maiores riscos, rompendo a vinculação do trabalho e dos padrões de vida ao emprego. Existe um crescente interesse em formas alternativas para organizar o trabalho.
- Confiança em instrumentos financeiros tradicionais: A crise financeira de 2007-2008 criou um ambiente econômico de desconfiança nos bancos convencionais. O Quantitative Easing (QE), onde Bancos Centrais compraram títulos de governos e de mercado para reduzir as taxas de juros e expandir a oferta da moeda na economia[5], deixou uma contínua incerteza acerca da estabilidade das ações de Tesouro. Novos modos de confiança financeira parecem ser mais atraentes dentres os desenvolvimentos tradicionais.

## Quais são os pontos em destaque acerca da necessidade do desenvolvimento da criptoeconomia?
Abaixo estão listadas os pontos em destaque acerca da necessidade do desenvolvimento da criptoeconomia, ítens os quais são apresentados inicialmente por Dick Bryan e Akseli Virtanen (2018), e analisados e apresentados a seguir:
- Necessidade do desenvolvimento de novos modos de governo que não dependem do Estado: Há um papel econômico do estado potencialmente transformado. Alguns envolvidos no blockchain falam de uma economia gerida por protocolos, sem a necessidade de um estado. Isso é simplista, pois a emissão de blockchain e moedas depende de muitas capacidades do estado que não podem ser replicados em ordem criptografada no momento. Em adição, aplicações de contratos e posse de propriedade, assim como gestão macroeconômica, também são dependentes do estado. Mas, a ideia de que dinheiro e Estado estão entrelaçados, onde apenas o estado pode supervisionar um sistema monetário ou confiança social, é extremamente questionável. Manutenção de registros e Câmaras de Câmbio para transações já não exigem mais a mão do estado. Uma criptoeconomia oferece relações econômicas que não são diretamente mediadas pelo Estado, abrindo possibilidades de organização econômica que não cumprem com a concepção de ordem econômica do Estado. Como o estado não atrai muita atenção, a criptoeconomia precisa se concentrar em seus próprios modos de governança.

- Mudar a natureza da moeda: Criptomoedas têm desafiado a proposição histórica de que apenas o estado pode fornecer uma base de confiança, com a ideia de que moedas podem ser representadas por tokens. Bitcoin forneceu uma base de confiança alternativa, desafiando a inseparabilidade histórica assumida entre o dinheiro e o Estado. Além dos problemas relacionados à desvinculação do dinheiro e do provisionamento pelo estado (e dos bancos associados à emissão de moeda fiat), a mudança na moeda tem significado muito maior. Com relação aos cryptotokens, há um foco em seu papel como meio de câmbio. Os críticos apontam que seu valor é volátil, assim como criticam que o bitcoin não é usado principalmente como meio de câmbio. Outros até mesmo anunciam o Bitcoin como uma moeda condenada apenas nesse ponto. Mas moeda não é simplesmente um meio de troca: suas outras funções críticas são a reserva de valor e a unidade de conta, onde estabelece o valor de algo, o qual pode ser contabilizado e comparado.

Cryptotokens ainda não são fortes reservas de valor, em parte por causa da volatilidade, mas também porque sua conexão com outros modos de armazenamento de valor ainda está para se desenvolver. Quando, por exemplo, as empresas criptográficas forem acessadas por bancos de investimento e fundos de pensão como uma classe de ativos distinta (por meio de listagem no NASDAQ ou por uma ampliação da visão, e das restrições legais, dos bancos de investimento como o que constitui uma classe de ativos alternativa), o papel da reserva de valor será enquadrado diferentemente. 
Mas o verdadeiro potencial são as criptomoedas se comportarem como unidades de conta: como modos de medir a atividade econômica que são concebidos diferentemente daqueles intrínsecos à moeda fiat. A moeda fiat ficou ligada à modelos convencionais de lucros e perdas, receitas e despesas, e a um cálculo de mercado centralizado. Os recursos não fiat têm o potencial de desenvolver novas formas de calcular a atividade econômica; formas que representam diferentes valores sociais e econômicos, e medem o desempenho por critérios diferentes de apenas lucro. O potencial da unidade de conta sinaliza a importância da criptoeconomia desenvolver formas (não de uma maneira singular, mas formas específicas de moeda) de contabilizar e medir as atividades econômicas suportadas por cada token. Isto é visto como fundamental para dar aos tokens uma base material na criptoeconomia; não apenas deixando-os como reservas especulativas de valor.
- Padrões de associação econômica:

Comércio: Sistemas de informação distribuídos habilitados criptograficamente permitem o comércio peer-to-peer, que é visto como rápido, de baixo custo, e permite processos de câmbio entre pessoas/instituições de forma anônima. Para alguns, especialmente os seguidores da economia libertária, a capacidade de fazer câmbio (comércio) é uma virtude intrínseca: a capacidade de pessoas/organizações de se associarem livremente para o ganho mútuo. Blockchain certamente cumpre essa visão política. Mas o câmbio ocorre geralmente entre partidos de poder desigual, de modo que o ganho mútuo não pode ser presumido. Uma questão importante da criptoeconomia é como o blockchain pode e não pode contrariar o poder assimétrico no comércio. Blockchain é visto não facilitando mercados sem atrito, mas sim capital sem atrito: capital distribuído.
Redes: Muito está escrito em estudos organizacionais sobre as relações na rede, as fronteiras cada vez mais fluidas entre diferentes organizações (empresas), e mudanças nas relações entre trabalhadores e empresas. Está claro que as redes estão derrubando ideias convencionais de organizações, de posse (por exemplo, de propriedade intelectual) e de emprego. Para alguns, este desafio leva de volta à idéia de que as organizações são conhecidas como fusões sintéticas que superam as ineficiências da contratação individual. Eles afirmam que, via redes, estamos vendo um ressurgimento da eficiência dos contratos individuais. A rede, assim, está abrindo novas possibilidades de cooperação e possibilidades de arriscar e especular juntos.
Produção: a partir do potencial das criptomoedas como unidades de conta, diferentemente de moedas fiat do Estado e do possível re-enquadramento de redes, o modo emergente de organização traz a possibilidade de repensar o entendimento sobre produção: quais são as unidades sociais que produzem? A produção é medida como uma contribuição social? Como a saída é distribuída/acessada/mantida? A redefinição e a re-medição da produção fornecem a base material da criptoeconomia; uma base que dá aos cripto tokens um futuro, de longo prazo, como a moeda de uma lógica econômica alternativa. Uma maneira diferente de fazer a economia.
A criptoeconomia nada mais é que um modo alternativo para o espaço econômico, situada em paralelo à economia convencional. É uma grande reivindicação. Anuncia novas possibilidades econômicas que, embora não inteiramente novas em sua visão, são totalmente novas na concepção de seu alcance e modo de organização. A ascensão de companhias de ações compartilhadas e dos mercados de ações na década de 1840 transformou o capitalismo. Nasceu ali um novo modo de produção, captura e distribuição de valor. Estamos agora em um ponto de virada de significado semelhante. As novas tecnologias de rede produzirão uma uma diferença radical na economia. Como o valor é criado, capturado e distribuído, o que é dinheiro, como as pessoas se relacionam com a produção, estão mudando tão radicalmente quanto a primeira geração da Internet, que mudou a forma como nos comunicamos e nos relacionamos com outras pessoas.